# 阿聯酋華人
阿联酋華人，现有约210,000人，佔阿聯酋人口的2.2%，其中150,000人生活在迪拜。
其中多數华人家鄉在浙江溫州，他們多數是生意人和貿易商。中華文化在當地有一定影响力，迪拜有不少中華餐廳，也有唐人街。